# 史密斯島

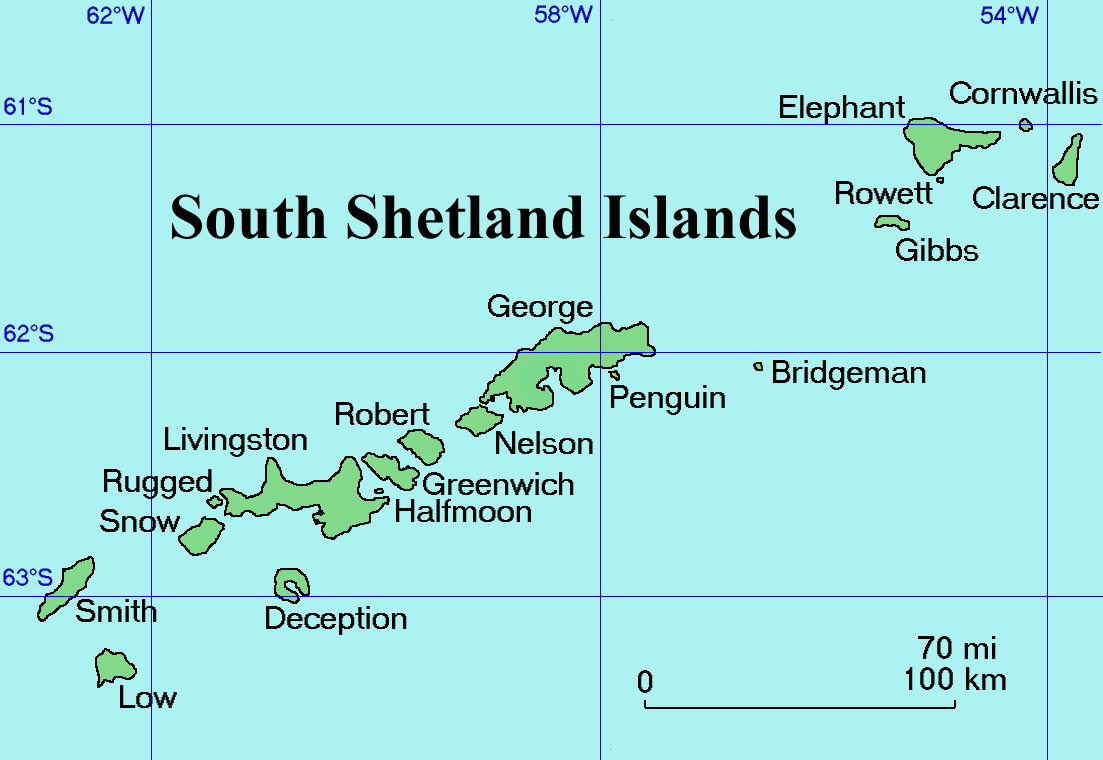

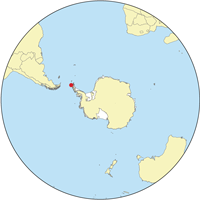

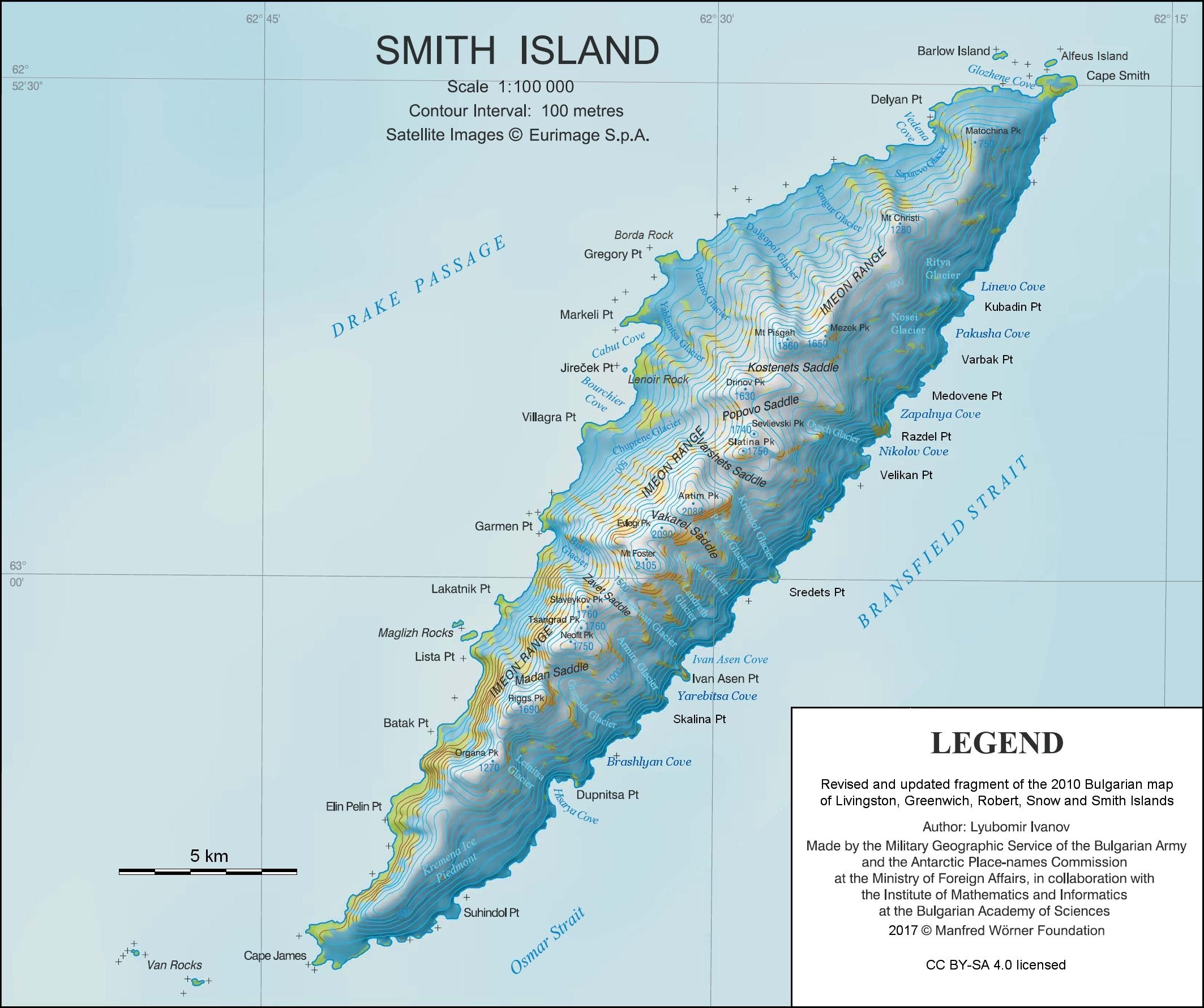
Topographic map of Smith Island.

63°00′S 62°30′W / 63.000°S 62.500°W
史密斯島（英語：Smith Island）是南極洲的島嶼，位於迪塞普申島以西72公里，屬於南設得蘭群島的一部分，長29公里、寬8公里，面積206平方公里，海岸線長度83公里，島上無人居住，英國、阿根廷和智利在南極條約體系下擱置對該島的領土主權要求。